# Alejandro Hernández
Alejandro Hernández (Tijuana, 1º ottobre 1977) è un ex tennista messicano.

## Carriera
In carriera ha raggiunto in doppio la 115ª posizione della classifica ATP, mentre in singolare ha raggiunto il 125º posto.
In Coppa Davis ha disputato un totale di 47 partite, collezionando 29 vittorie e 18 sconfitte. Per la sua dedizione nel rappresentare il proprio Paese nella competizione è stato insignito del Commitment Award.